# FDJ-Pokal der Jugend 1980
Der FDJ-Pokal der Jugend 1980 war die 29. Auflage des höchsten Fußball-Pokalwettbewerbs der Altersklasse 14/15 auf dem Gebiet der DDR, der vom DFV durchgeführt wurde. Er begann am 20. April 1980 mit der Vorrunde und endete am 21. Juni 1980 mit dem Sieg der BSG Chemie Leipzig, die im Finale gegen die BSG Post Neubrandenburg gewannen.

## Teilnehmende Mannschaften
Am FDJ-Pokal der Jugend für die Altersklasse (AK) 14/15 nahmen die Pokalsieger der 15 Bezirke auf dem Gebiet der DDR und der Titelverteidiger teil, wobei die Mannschaften der Jugendliga nicht teilnahmeberechtigt waren. Spielberechtigt waren Spieler bis zum 15. Lebensjahr (Stichtag: 1. Juni 1964).
Für den FDJ-Pokal qualifizierten sich der Titelverteidiger und folgende fünfzehn Bezirkspokalsieger bzw. dessen Vertreter:
| - Bezirk Rostock TSG Wismar - Bezirk Schwerin SG Dynamo Güstrow - Bezirk Neubrandenburg BSG Post Neubrandenburg - Bezirk Potsdam BSG Motor Süd Brandenburg - Ost-Berlin BSG Empor HO Berlin | - Bezirk Frankfurt (Oder) BSG Chemie PCK Schwedt - Bezirk Magdeburg BSG Lokomotive Stendal - Bezirk Halle BSG Chemie Zeitz - Bezirk Leipzig BSG Chemie Leipzig - Bezirk Cottbus BSG Energie Cottbus | - Bezirk Dresden FSV Lokomotive Dresden BSG Stahl Riesa (TV) - Bezirk Karl-Marx-Stadt BSG Wismut Aue - Bezirk Erfurt BSG Motor Nordhausen - Bezirk Gera BSG Wismut Gera - Bezirk Suhl BSG Zierporzellan Lichte (keine Teilnahme) Der Pokalsieger wurde erst Ende Juni ermittelt. (TV) – Titelverteidiger |

## Modus
Der Pokalwettbewerb wurde wie im Vorjahr von der Vorrunde bis zum Finale im K.-o.-System durchgeführt. Die Vorrunde sowie das Viertelfinale wurden nach möglichst territorialen Gesichtspunkten ausgelost und in Hin- und Rückspielen entschieden. Ab dem Halbfinale wurde jeweils vor einem Aufstiegsspiel zur DDR-Oberliga auf neutralen Platz gespielt.

## Vorrunde
| Datum                       |                        | Gesamt    |                           | Hinspiel | Rückspiel |
| --------------------------- | ---------------------- | --------- | ------------------------- | -------- | --------- |
| So 20. April / So 27. April | BSG Lokomotive Stendal | 2:5       | BSG Motor Süd Brandenburg | 1:2      | 1:3       |
| So 20. April / So 27. April | FSV Lokomotive Dresden | 1:3       | BSG Energie Cottbus       | 1:2      | 0:1       |
| So 20. April / So 27. April | BSG Chemie Zeitz       | (A)9:9(A) | BSG Stahl Riesa           | 8:4      | 1:5       |
| So 20. April / So 27. April | BSG Chemie PCK Schwedt | 2:4       | BSG Post Neubrandenburg   | 1:2      | 1:2       |
| So 20. April / So 27. April | TSG Wismar             | 2:1       | SG Dynamo Güstrow         | 1:0      | 1:1       |
| 0                           | BSG Motor Nordhausen   | kampflos  |                           |          |           |
| So 20. April / So 27. April | BSG Chemie Leipzig     | 5:1       | BSG Empor HO Berlin       | 3:1      | 2:0       |
| So 20. April / So 27. April | BSG Wismut Aue         | :         | BSG Wismut Gera           | :        | :         |

## Viertelfinale
| Datum                    |                           | Gesamt |                     | Hinspiel | Rückspiel |
| ------------------------ | ------------------------- | ------ | ------------------- | -------- | --------- |
| So 11. Mai / Fr .16. Mai | BSG Post Neubrandenburg   | 9:1    | TSG Wismar          | 5:0      | 4:1       |
| So 11. Mai / So 18. Mai  | BSG Motor Süd Brandenburg | 3:5    | BSG Energie Cottbus | 1:1      | 2:4       |
| Di .13. Mai / So 27. Mai | BSG Motor Nordhausen      | 2:7    | BSG Chemie Leipzig  | 1:1      | 1:6       |
| So 11. Mai / So 27. Mai  | BSG Stahl Riesa           | :      | BSG Wismut Aue      | 6:2      | :         |

## Halbfinale
Die Partien fanden vor den Aufstiegsspielen zur DDR-Oberliga F.C. Hansa Rostock – SG Dynamo Fürstenwalde im Rostocker Ostseestadion und vor BSG Wismut Gera – BSG Chemie Böhlen im Stadion der Freundschaft von Gera statt.
| Datum                  |                         | Ergebnis |                     | Spielort |
| ---------------------- | ----------------------- | -------- | ------------------- | -------- |
| Sa 14. Juni, 13:00 Uhr | BSG Post Neubrandenburg | 3:2      | BSG Energie Cottbus | Rostock  |
| Sa 14. Juni, 13:00 Uhr | BSG Chemie Leipzig      | 4:1      | BSG Stahl Riesa     | Gera     |

## Finale
Das Finale fand als Vorspiel der Aufstiegspartie zur DDR-Oberliga BSG Chemie Böhlen – BSG Energie Cottbus statt.
| Paarung                 | BSG Post Neubrandenburg – BSG Chemie Leipzig |
| Ergebnis                | 0:7 (0:5) |
| Datum                   | Samstag, 21. Juni 1980 um 13:00 Uhr |
| Stadion                 | Stadion an der Jahnbaude, Böhlen |
| Zuschauer               | 6.000 am Ende der Partie |
| Schiedsrichter          | Gerhard Bude (Halle) |
| Tore                    | 0:1 Ebermann (5.) 0:2 Borbe (25.) 0:3 Lamm (34.) 0:4 Ziegler (37.) 0:5 Borbe (39.) 0:6 Ziegler (57.) 0:7 Bischoff (59.)                                                                                    |
| BSG Post Neubrandenburg | Benno Vorpahl – Mike Durnick – Golz, René Gesche, Ricks – Schuhmacher, Jens Maaß, Uwe Dorroch – Latzko, Bodo Meincke, René Elsner Cheftrainer: Dietmar Lüdtke                                              |
| BSG Chemie Leipzig      | Spindler – Dirk Lamm – Jens-Uwe Stolzenburg , René Rosenfeldt, Knoth – Sauer, Sven Borbe, Kai-Uwe Ziegler – Michael Bischoff, Mario Killinger (62. Fred Jentzsch), Jens Ebermann Cheftrainer: Roland Krauß |